# Mark Neumann

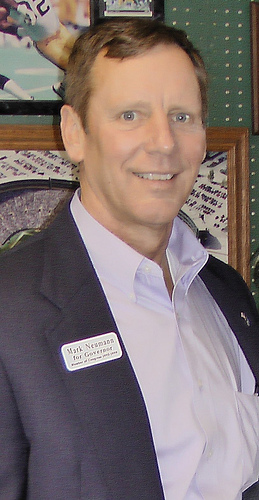
Mark Neumann (2010)

Mark W. Neumann (* 27. Februar 1954 in East Troy, Wisconsin) ist ein US-amerikanischer Politiker. Zwischen 1995 und 1999 vertrat er den Bundesstaat Wisconsin im US-Repräsentantenhaus.

## Werdegang
Nach der High School studierte Mark Neumann an der University of Wisconsin in Whitewater unter anderem Mathematik. In der Folge arbeitete er als Mathematiklehrer. Er war auch Trainer für Football und Basketball. Außerdem stieg er in das Immobiliengeschäft ein. Er war Gründer und Eigentümer der Firma Neumann Developments Inc. mit Sitz in Janesville.
Politisch schloss sich Neumann der Republikanischen Partei an. Im Jahr 1993 kandidierte er noch erfolglos bei einer Nachwahl zum Kongress. Bei den Wahlen des Jahres 1994 wurde er dann aber im ersten Wahlbezirk von Wisconsin in das US-Repräsentantenhaus in Washington, D.C. gewählt, wo er am 3. Januar 1995 die Nachfolge des Demokraten Peter W. Barca antrat. Nach einer Wiederwahl im Jahr 1996 konnte er bis zum 3. Januar 1999 zwei Legislaturperioden im Kongress absolvieren. Dort war er Mitglied im Bewilligungsausschuss und im Haushaltsausschuss.
1998 verzichtete Neumann auf eine erneute Kandidatur für das US-Repräsentantenhaus. Stattdessen bewarb er sich um einen Sitz im US-Senat, wobei er auf 48,4 Prozent der Stimmen kam und damit knapp gegen den Demokraten Russ Feingold verlor. In den folgenden Jahren kandidierte er für kein höheres Staatsamt. Im April 2009 gab er seine Bewerbung für die Gouverneurswahlen 2010 bekannt. Am 14. September 2010 unterlag er in den republikanischen Vorwahlen dem später auch bei der eigentlichen Wahl siegreichen Scott Walker.
Mark Neumann ist verheiratet und Vater von drei Kindern.